# 小行星4685
小行星4685（英語：4685 Karetnikov）是一颗围绕太阳公转的小行星。1978年9月27日，尼古拉·切爾尼赫在克里米亚发现了此天体。
这颗小行星的绝对星等为17.72395等。